# 罗杰·布莱克
罗杰·布莱克（英語：Roger Black，1966年3月31日—），英国男子田径运动员，主攻短跑。他曾代表英国参加1992年和1996年夏季奥林匹克运动会田径比赛，获得二枚银牌和一枚铜牌。